# (12367) Ourinhos
(12367) Ourinhos es un asteroide perteneciente al cinturón de asteroides descubierto por Orlando Antonio Naranjo el 8 de febrero de 1994 desde el Observatorio Astronómico Nacional de Llano del Hato, Mérida, Venezuela.

## Designación y nombre
Ourinhos fue designado inicialmente como 1994 CN8.
Posteriormente, en 2008, se nombró por la ciudad brasileña de Ourinhos.

## Características orbitales
Ourinhos está situado a una distancia media del Sol de 2,249 ua, pudiendo alejarse hasta 2,569 ua y acercarse hasta 1,93 ua. Tiene una inclinación orbital de 2,307 grados y una excentricidad de 0,142. Emplea 1232 días en completar una órbita alrededor del Sol. El movimiento de Ourinhos sobre el fondo estelar es de 0,2922 grados por día.

## Características físicas
La magnitud absoluta de Ourinhos es 14,5.